# Jardines del Doctor Marescot
Los jardines del Doctor Marescot corresponden a un jardín público histórico situado en el centro de la ciudad española de Pontevedra.

## Origen del nombre
Los jardines rinden homenaje al médico cirujano Enrique Marescot Iglesias (1879-1962), que fue conocido por ser benefactor de los pobres. Trabajó en el Hospital Provincial de Pontevedra, conocido entonces como Hospital de Beneficencia, y fundó posteriormente su propio sanatorio, el Sanatorio Marescot.

## Historia
Los jardines del Doctor Marescot tienen su origen en el siglo siglo XIX en el jardín provincial de aclimatación y en el conocido como Campo del Conde de la Peña del Moro, un campo situado delante de la antigua Maestranza y cuartel de San Fernando. En 1909, con la finalización de la reconstrucción del cuartel, este espacio fue transformado y mejorado con la incorporación de árboles y el acondicionamiento de jardines y una nueva calle conducente a la entrada del nuevo edificio. En 1928, este pequeño campo, que anteriormente mostraba un aspecto despejado, ya contaba con árboles que habían crecido notablemente, alcanzando un tamaño considerable.
El diseño de los jardines fue experimentando variaciones con el paso del tiempo, tanto en el acondicionamiento vegetal como en la incorporación de monumentos y estatuas. El primer monumento, dedicado a Manuel Quiroga, se instaló en los jardines en 1949 y fue realizado por el escultor Francisco Asorey. El 6 de septiembre de 1954, se instaló en la parte este de los jardines la fuente-monumento al Doctor Marescot, realizada por el escultor Fernando Campo y erigida gracias a las contribuciones de sus pacientes pontevedreses, especialmente los del barrio de A Moureira.
El 29 de marzo de 1962, en recuerdo del Doctor Marescot tras su fallecimiento, se decidió bautizar con su nombre la calle y los jardines situados frente a su vivienda.
En 2019 se instalaron los dos últimos monumentos en los jardines: el monumento a Isaac Díaz Pardo, realizado por el escultor José Molares en bronce y granito y el Duende Gerardo, realizado por el escultor Santiago Castro Soage, dedicado al fallecido artista Gerardo Ferradás Rodríguez.

## Descripción
Los jardines del Doctor Marescot están delimitados al norte por el antiguo cuartel de San Fernando, hoy sede de la Facultad de Bellas Artes de Pontevedra y la calle Maestranza, al este por la Subdelegación del Gobierno de Pontevedra y la calle Doctor Enrique Marescot y al sur y oeste por la calle Alameda. 
Los jardines, con una extensión de 2 500 m², representan un ejemplo de jardín indiano, caracterizado por la integración de árboles exóticos como palmeras y magnolias. Su diseño combina la riqueza vegetal típica de los jardines tropicales con los principios organizativos del jardín clásico europeo, creando un espacio armonioso que equilibra naturaleza y ornamentación. Entre sus elementos destacan una fuente ornamental y diversas estatuas, que refuerzan su valor estético y simbólico.
De forma triangular, los jardines deben su geometría a su ubicación estratégica en la intersección de tres calles: Maestranza, Alameda y Doctor Enrique Marescot. Tres senderos internos bien definidos conectan sus puntos principales, facilitando el tránsito y dividiendo el espacio en áreas funcionales. El camino central, flanqueado por camelios, dirige hacia la Facultad de Bellas Artes. La distribución de árboles y arbustos es uniforme, ofreciendo tanto sombra como apertura visual. Un seto perimetral en el noroeste y noreste delimita el espacio, mientras que los caminos empedrados están diseñados para el tránsito peatonal.
Los jardines presentan una gran diversidad arbórea: Destaca una veintena de camelios, magnolias, tres palmeras canarias y cuatro rododendros, además de ejemplares de pino de Oregón, arce palmado, madroño, palmera de la jalea, pino de Australia, palmerita china, palmera china de abanico y un gran arce americano al lado de la fuente-monumento del Doctor Marescot.

### Monumentos
El monumento a Manuel Quiroga, realizado en granito, destaca por su sobriedad y pureza en el diseño. La obra se eleva sobre un pedestal en el que está grabada la inscripción: “A MANOLO/QUIROGA/MCMIL”. Coronando el conjunto, se encuentra el busto del célebre violinista, representado con una mirada introspectiva y rasgos marcados que reflejan su personalidad y legado artístico. En 1992, con motivo del centenario de su nacimiento, se incorporó al monumento una placa de bronce que incluye un violín grabado. Esta placa lleva la inscripción: "La ciudad de Pontevedra a Manolo Quiroga en el centenario de su nacimiento. 1892-1992", reafirmando el homenaje de la ciudad a uno de sus músicos más ilustres.
La fuente-monumento dedicada al Doctor Enrique Marescot combina granito y bronce en un diseño que aúna sobriedad y simbolismo. El conjunto está compuesto por un estanque ovalado, un busto, relieves y una fuente, formando un homenaje integral a su legado. El estanque, lleva en su parte frontal el nombre del doctor Marescot grabado en grandes letras de granito en relieve. En uno de los extremos, sobre un pedestal, se encuentra el busto del doctor, representado con realismo y líneas sencillas, vestido con bata médica, evocando su dedicación profesional. En el extremo opuesto, una fuente ornamentada incorpora tres relieves de bronce que representan las virtudes que definieron su vida: la medicina, la caridad y la fe. En la parte posterior del pedestal principal está inscrita la dedicatoria: "Al Doctor Enrique Marescot que consagró su vida a la cirugía, a la práctica del bien y de la caridad", destacando su compromiso con los pontevedreses.
El monumento a Isaac Díaz Pardo se compone de un busto, realizado en bronce, que representa de modo realista al intelectual gallego con una expresión serena y reflexiva, arrugas marcadas y la profundidad en los ojos que transmite una fuerte personalidad e introspección. La vestimenta, elegante y sencilla aporta movimiento y naturalidad a la escultura. El busto se apoya sobre un pedestal de granito, que muestra en su base la inscripción "Galicia" y en su cuerpo una placa conmemorativa.
La escultura denominada Duende Gerardo es una obra de madera de cedro que alcanza los 4,80 metros de altura. Representa a un duende, figura cargada de simbolismo y fantasía, que se distingue por su porte peculiar: lleva un gran pincel, aludiendo a la creatividad y al arte, y luce el característico gorro en pico que identifica a estas criaturas mágicas, rematado con un cascabel.

## Galería de imágenes

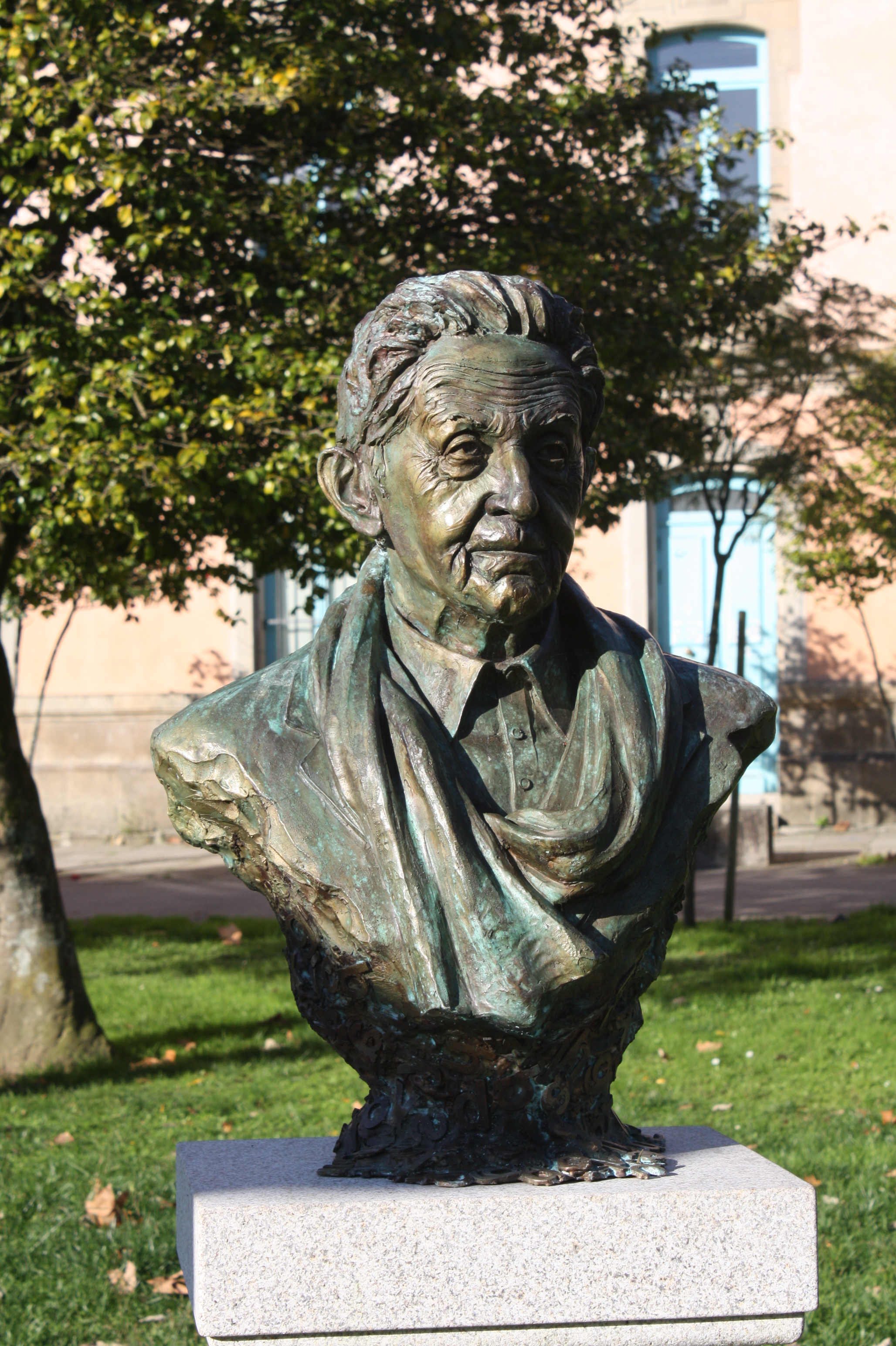
Monumento a Isaac Díaz Pardo (2019)
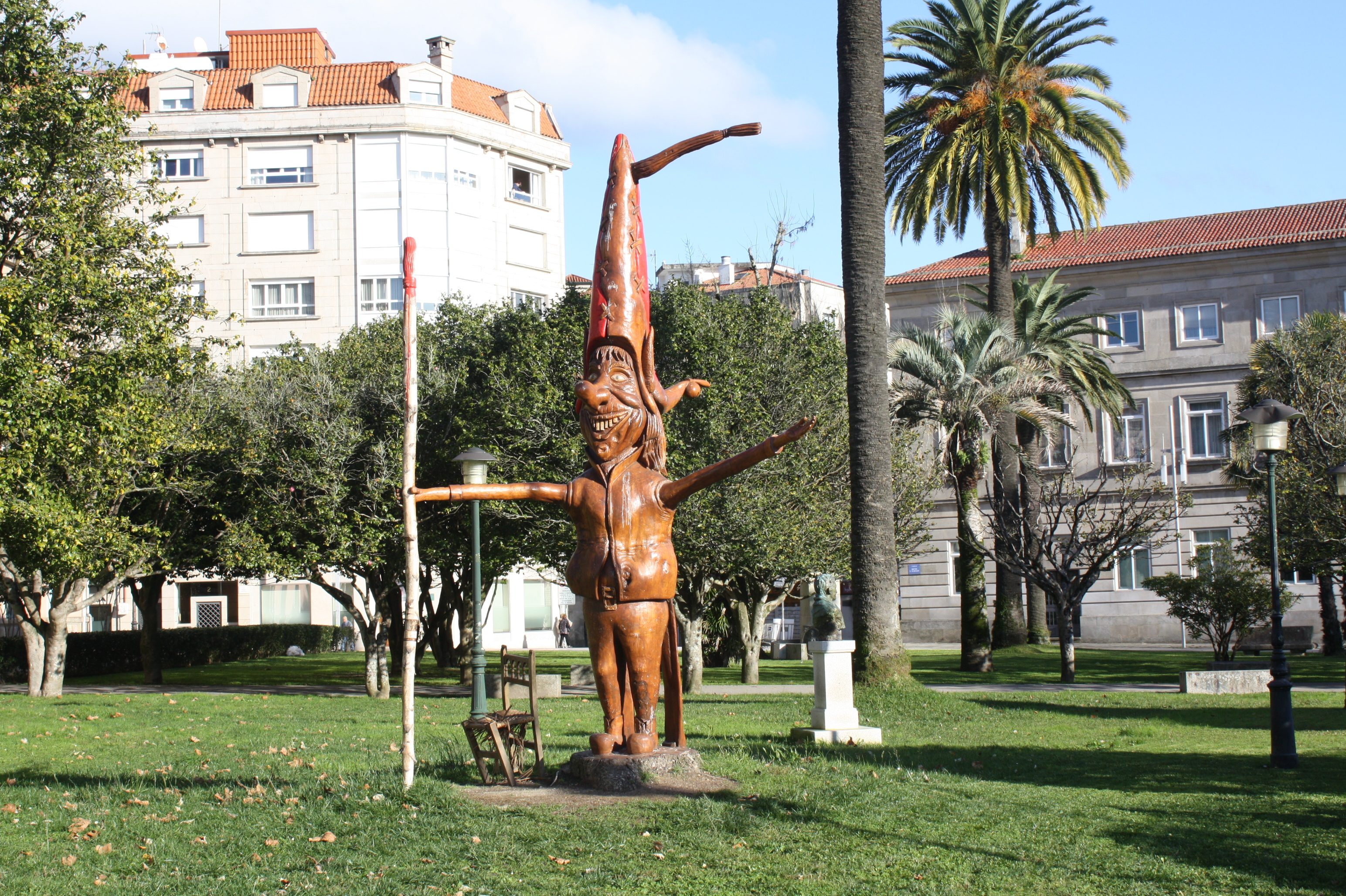
Duende Gerardo en los jardines (2019)
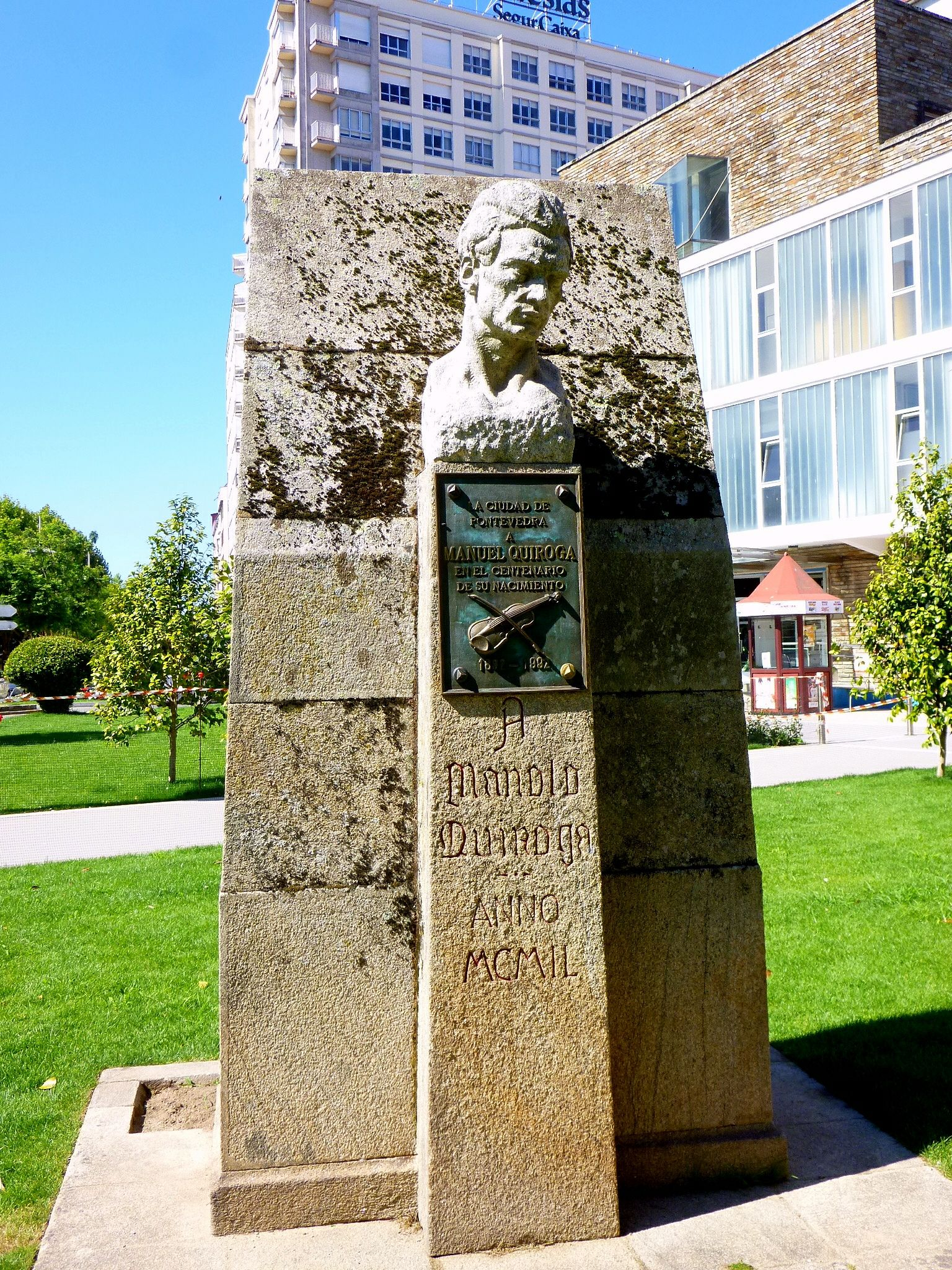
Monumento a Manuel Quiroga (1949)
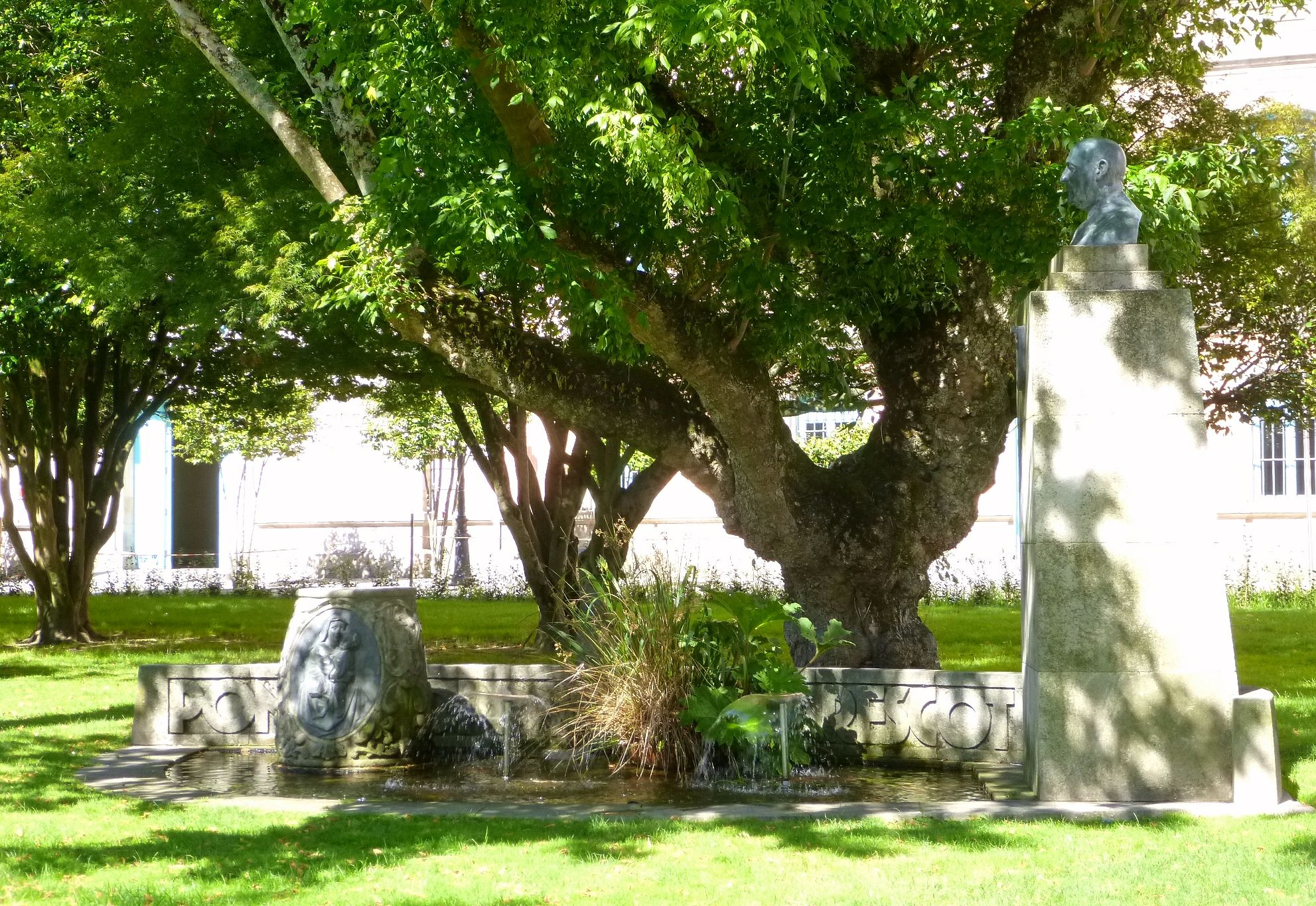
Monumento-fuente al Doctor Marescot (1954)